# Казацкая (шахта)

Копёр шахты «Новая»

Электромеханические мастерские и дробильно-сортировочная фабрика (ДСФ)

Вспомогательная шахта «Северная-Вентиляционная»

Казацкая (до 2022 года — Гвардейская) — железорудная шахта в городе Кривой Рог Днепропетровской области, в составе ПАО «Кривбассжелезрудком».

## История
Эксплуатационные работы по добыче железной руды в границах горного отвода шахты «Гвардейская» были начаты в 1886 году Брянским акционерным обществом Российская империя.
Богатые некрепкие руды были прикрыты незначительной толщей наносов. В начальной стадии отработки карьеров после вскрышных работ, выполняемых без всякой механизации грабарями, руда отрабатывалась кайлами, грузилась лопатами на ручные носилки или тачки и поднималась на поверхность, где складировалась в штабеля или на подводах отвозилась на ближайшую железнодорожную станцию Пичугино.
С углублением карьеров для подъёма вагонеток с рудой применялись наклонные подъёмники, расположенные в лежачем боку. Подъём вёлся маломощными паровыми машинами или конными барабанами.
Подземная разработка была начата в 1907 году, когда были пущены шахты «Ходзинская» (на залежи «Карьерная»), уклонки № 1 (на залежи «Основная+Западная») и № 5 (на залежи «Гнезда 1-П»). На шахте № 5 в 1911 году начали применять систему подэтажного обрушения с горизонтальными заходками при высоте подэтажа 5—6 метров. Из заходок руда выбрасывалась лопаточниками на орт, по которому тачками или вагонетками доставлялась к рудосвалочным восстающим. В 1913 году на бывшем Александровском руднике одновременно работали 2 карьера и 3 шахты, которые добыли 103 200 тонн руды.
В годы Первой мировой и Гражданской войн карьеры и шахты рудника были разрушены и затоплены.
В марте 1923 года постановлением ВСНХ на территории шахты был образован рудник имени Красной гвардии, входивший в состав Ленинского рудоуправления. В середине 1925 года была восстановлена шахта «Ходзинская», позже переименованная в имени Розы Люксембург.
До 1930 года восстановленные шахты и карьеры выдавали до 600 000 тонн руды в год. По плану восстановления и реконструкции рудника началось строительство новых объектов. С появлением в годы первой пятилетки скреперных лебёдок на шахтах «Красный горняк» и «Комсомолка» начали применяться варианты системы подэтажного обрушения грушевидные заходки и камерный вариант. Наряду с высокой эффективностью камерный вариант был весьма опасен и от него отказались полностью. В 1930 году были пройдены стволы шахт «Комсомолка» и «Красный горняк», заложенные в шахтных полях уклонок № 1 и № 5.
Разведочными работами были вскрыты новые залежи Южная, Восточная, П-Восточная, Северная с общей эксплуатационной площадью 30 000 м². На шахте № 8 Глееватского пласта впервые в Кривбассе была применена система подэтажных штреков. Подэтажи проходились через 5,5 метра. Руда отбивалась мелкими шпурами выбуриваемыми в кровлю и подошву захода. Производительность труда повысилась в 3 раза.
Во второй пятилетке рудник стал получать перфораторы ПБ, колонковые ПС и телескопные ПР. Бурильщики получили твёрдые сплавы и съёмные коронки. На новых горизонтах конная откатка заменилась электровозной. В 1936 году на руднике было добыто 1 137 609 тонн руды, в 1940 году — 1 290 796 тонн.
На базе имевшихся и разведанных рудных залежей 1 мая 1930 года был заложен ствол шахты «Новая», которая была сдана в эксплуатацию в конце 1939 года. В мае 1939 года в связи с разукрупнением треста «Руда» рудник имени Красной гвардии был переименован в шахтоуправление имени Розы Люксембург, вошедшее во вновь организованный трест «Ленинруда».
В 1940 году суточная добыча достигла на этой шахте 6 000 тонн. Шахта «Новая» была оснащена самой современной по тому времени горной техникой.
За все годы деятельности рудника в развитии горных работ решающее значение имели системы разработки, уровень механизации и автоматизации производственных процессов и организация труда.
Освоение проектной мощности на шахте «Новая» было прервано немецкой оккупацией. Немецкие войска при отступлении полностью разрушили все промышленные сооружения рудника, шахты были затоплены.
Созданные после освобождения от оккупации Кривого Рога ремонтно-восстановительные группы приступили к ликвидации последствий. В декабре 1945 года был восстановлен клетевой подъём шахты «Новая» и за 1946 год добыто 323 500 тонн руды.
В декабре 1948 года восстановлен скиповой подъём и ДСФ шахты «Новая». Шахта «Комсомолка» была полностью восстановлена в 1948 году, шахта «Красный Горняк» — в 1949 году.
В 1951 году шахта «Новая» достигла и превзошла довоенный уровень добычи. В послевоенных пятилетках рост добычи руды осуществлялся за счёт усовершенствования систем разработки и вовлечения в эксплуатацию всех разведанных рудных площадей. С 1951 года на руднике проводились опытные работы в части определения наиболее эффективного метода отбойки руды минными зарядами и параметров блоков. В результате была значительно усовершенствована схема подготовки блоков, повышен удельный вес механизированной уборки при проходке минных выработок с последующим взрыванием их без забутовки.
Создание и применение в производстве буровых станков БА-100 и НКР-100 предопределило внедрение этажно-камерных систем с отбойкой глубокими скважинами при отработке руд крепостью 8—10—12 баллов по Протодьяконову. Залежи мягких и неустойчивых руд разрабатывались различными вариантами подэтажного обрушения с отбойкой глубокими скважинами.
С понижением горных работ на глубину свыше 500 метров подъёмные возможности стволов шахт «Новая», «Комсомолка» и «Комсомольская-1» (сданная в эксплуатацию 4 ноября 1957 года) практически были исчерпаны. Чтобы обеспечить в перспективе работу подъёма с больших глубин на руднике была проведена генеральная реконструкция, завершённая в 1965 году. В лежачем боку ствола шахты «Новая» были пройдены спаренные стволы диаметром 7,5 метра в свету шахты «Гвардейская». Над стволами сооружены 96-метровые бетонные башенные копры, каждый оснащён скиповой многоканатной подъёмной машиной МК 5×4 со шкивами трения и клетевой подъёмной машиной такого же типа. Грузоподъёмность скипов с донной разгрузкой 25 тонн. Клети двухэтажные, рассчитанные на выдачу 10-тонных вагонеток.
В январе 1966 года строительство шахты «Гвардейская» было завершено.
Со вводом в эксплуатацию шахты «Гвардейская» был решён вопрос с централизацией разработки месторождения. Движение добытой руды как под землёй, так и на поверхности сконцентрировано теперь в едином потоке. В связи с пуском в эксплуатацию шахты «Гвардейская», в 1966 году были ликвидированы как самостоятельные добычные единицы шахт «Комсомольская-1» и «Комсомолка». Ствол шахты «Новая» стал служить для целей вскрытия месторождения на нижних горизонтах.
В настоящее время месторождение железных руд в поле шахты вскрыто рудоподъёмными стволами № 1 и № 2, вспомогательными стволами шахты «Новая», а также стволами «Северная-Вентиляционная».
Очистная выемка ведётся на горизонтах 1110 и 1190 метров., в подготовке находятся горизонты 1190 и 1270 метров. Вскрытие и разработка горизонтов 1270 и 1350 метров производится углубкой стволов шахты «Гвардейская-1» до горизонта 1430 метров, шахты «Новая» до горизонта 1590 метров, шахты «Северная-Вентиляционная» до горизонта 1350 метров и проходкой откаточных квершлагов и штреков на горизонтах 1270 и 1350 метров.
В соответствии с горногеологическими условиями очистная выемка ведётся системами с обрушением налегающих пород, а также этажно-камерными системами.
Долевое участие в общей добыче руды по системам разработки соответственно, на 01.07.2004 года:
- Этажно-камерная — 58,9 %
- Системы с обрушением налегающих пород — 41,1 %

	в том числе
- Подэтажно-камерная — 1,2 %
- Подэтажного обрушения — 39,9 %

Потери и засорения по системам разработки определяются по рекомендациям НИГРИ и составляют, в среднем, по шахте соответственно 19,6 и 8,7 %.
- Массовая доля железа в добытой руде — 56.6
- Проектная мощность шахты в этаже 1110—1190 м составляет 2 000 000 тонн.
- Фактическая производительность шахты, регулируемая спросом на продукцию, составляет 1 826 000 тонн.
- Обеспеченность шахты разведанными балансовыми запасами при проектной добыче рудной массы 2 000 000 тонн и средних потерях и засорении соответственно 15 и 9 % составляет 40 лет.

«С самого начала акции протеста, объявленной некоторыми из работников шахт „Батькивщина“, „Октябрьская“, „Гвардейская“ и „Терновская“, руководство ОАО „Кривбассжелезрудком“ принимало все возможные меры для разрешения ситуации, несмотря на то, что требования шахтёров были заведомо невыполнимыми… Несмотря на все принятые руководством предприятия меры, часть работников всё ещё остаётся под землёй», — говорится в сообщении.
23 августа 2022 года переименована в шахту «Казацкая».